# فرودگاه صحرایی بنتن
فرودگاه صحرایی بنتن (به انگلیسی: Benton Field) (به زبان بومی: Benton Airpark) یک فرودگاه همگانی بهره‌برداری هوایی است که یک باند فرود آسفالت دارد و طول باند آن ۷۳۸ متر است. این فرودگاه در شهر ردینگ، کالیفرنیا کشور ایالات متحده آمریکا قرار دارد و در ارتفاع ۲۱۹ متری از سطح دریا واقع شده‌است.